# La Novella
La Novella (La Novèla en occità i Port-la-Nouvelle en francès) és una població francesa de 5.000 habitants, a 45 quilòmetres al nord de Perpinyà, i a 238 de Barcelona.
El seu port és un terminal petrolier important. La seva platja és famosa per la seva bellesa amb vista al Canigó i a l'Albera en la llunyania.

## Demografia
| 1962                                       | 1968  | 1975  | 1982  | 1990  | 1999  | 2006  |
| ------------------------------------------ | ----- | ----- | ----- | ----- | ----- | ----- |
| 2.479                                      | 3.938 | 4.554 | 4.410 | 4.822 | 4.859 | 5.553 |
| Des de 1962: població sense dobles comptes |       |       |       |       |       |       |

## Administració
| Període | Identitat    | Partit |
| ------- | ------------ | ------ |
| 2001-   | Henri Martin | UMP    |